# Salem al-Meslet
Salem al-Meslet (arabe : سالم المسلط), né en 1959 à Hassaké (Syrie), est un homme politique syrien. 
Le 12 juillet 2021, il est élu président de la Coalition nationale des forces de l'opposition et de la révolution de Syrie, en remplacement de Nasser el-Hariri,,. Il quitte ses fonctions en septembre 2023.